# 埇桥街道
埇桥街道，是中华人民共和国安徽省宿州市埇桥区下辖的一个乡镇级行政单位。

## 行政区划
埇桥街道下辖以下地区：
武道社区、青龙社区、东仙桥社区、西仙桥社区、木牌坊社区、插花社区、雪枫社区和城隍庙社区。